# SN 2006db
SN 2006db – supernowa typu IIn odkryta 16 czerwca 2006 roku w galaktyce A115538+4423. W momencie odkrycia miała maksymalną jasność 17,20m.